# Måns Zelmerlöw
Måns Zelmerlöw, né le 13 juin 1986 à Lund en Suède, est un auteur-compositeur-interprète, chanteur, musicien, acteur, mannequin, danseur et animateur de télévision suédois. En 2015, il remporte le Melodifestivalen avec Heroes, chanson avec laquelle il représente la Suède au Concours Eurovision de la chanson, qu'il remporte également,.

## Biographie

### Débuts
Måns Zelmerlöw est le fils de Birgitta Sahlén, professeur d'orthophonie à l'université de Lund, et de Sven-Olof Zelmerlöw, professeur spécialisé en chirurgie. Très jeune Måns est attiré par la musique et au lycée, il fait partie de la chorale. En 2002, il joue dans la comédie musicale Joseph and the Amazing Technicolor Dreamcoat, où il interprétait le rôle d'un des onze frères de Joseph. Cette dernière s'est jouée au Slagthuset à Malmö.

### 2005–2006: participation àIdoletLet's Dance
C'est en 2005 que le public suédois a découvert Måns, dans le célèbre télé-crochet Idol. Le jeune homme jusque-là inconnu fera forte impression.
L'année suivante, après avoir longtemps hésité, il participe à Let's Dance, la version suédoise de l'émission Dancing with the Stars. Il finira par remporter la compétition avec pour partenaire Maria Karlsson.
Sa carrière est lancée, il devient rapidement la tête d'affiche dans des comédies musicales, comme Grease et Footloose.
Son succès lui permet signer son premier disque avec le label M&L Records, une division de Warner Music Sweden.

### 2007–2008: premier Melodifestivalen etStand By For
L'année 2007 marque un tournant dans sa carrière.
En effet Il participe pour la première fois au Melodifestivalen, concours national suédois permettant de sélectionner leur représentant au Concours Eurovision de la chanson. Ce concours a un retentissement considérable dans le pays. Avec la chanson Cara Mia, lors de la finale : il termina à la troisième place sur 10 participants. Cette chanson sort en single et devient rapidement numéro 1 ; elle sera le tremplin pour son premier album, Stand By For... sorti le 24 mars 2007.

### 2009–2014:MZW, présentation TV etBarcelona Sessions
En 2009, Mans retente sa chance au Melodifestivalen avec la chanson Hope & Glory. Pourtant favori, il ne gagnera pas, mais une nouvelle fois la chanson aura un grand succès.
Il sort le 25 mars 2009 son second album studio MZW.
Måns est un artiste accompli. Après la chanson et la danse, l'année suivante il s'essaie pour la première fois à la présentation d'émissions : aux côtés de Christine Meltzer et Dolph Lundgren il présente le Melodifestivalen 2010. Cette expérience va changer sa carrière.

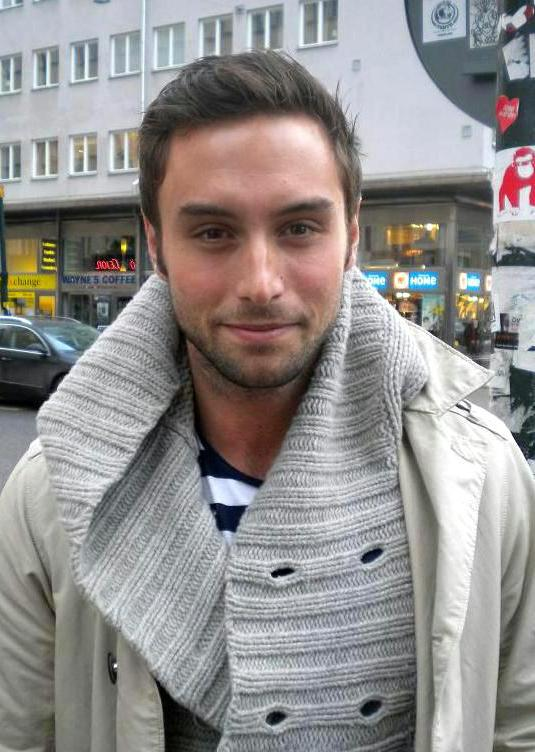
Zelmerlöw à la sortie du théâtre Göta Lejon à Stockholm en 2011.

Durant 3 ans de 2011 à 2013, il prend la relève d'Anders Lundin à la présentation de la plus célèbre émission de variétés Allsång på Skansen, grand événement de variétés organisé par la SVT qui se déroule tous les ans en été dans le parc de Skansen en plein centre de Stockholm.

Måns conquièrt définitivement le cœur du public par ces prestations, son talent d'animation et son sens de l'humour.

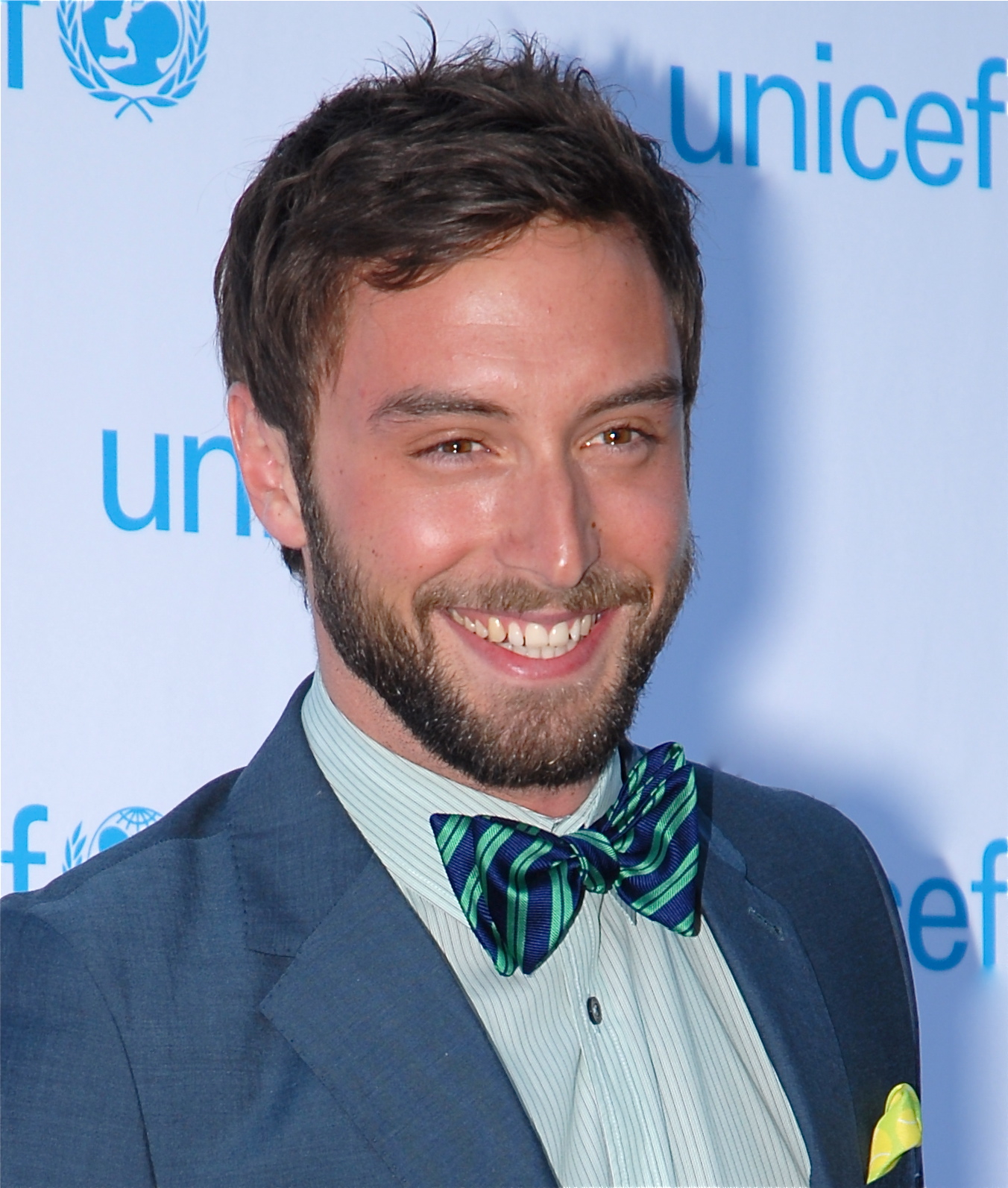
Måns Zelmerlöw au gala de l'Unicef en 2012.

En mars 2013, Måns Zelmerlöw annonce la sortie de son troisième album studio Barcelona Sessions, album plus intimiste dont le premier single s'intitule Broken Parts. Il jouera une version en direct à la télévision suédoise de Run For Your Life,.
Durant l'été 2013, Måns prend tous les risques, il annonce en direct qu'il quitte son émission après la dernière date prévue le 13 août,, pour se concentrer sur sa carrière d'artiste.
En septembre 2013, Beautiful Life sort en single et l'album sortira le 5 février 2014.
Måns Zelmerlöw participe à l'écriture de chansons pour le Melodifestivalen 2013 avec Hello Goodbye, de Erik Segerstedt et Tone Damli. La chanson arrive en Deuxième Chance. Fin 2013, il tient le premier rôle dans la nouvelle version de la comédie musicale Spök aux côtés de Loa Falkman, Sussie Eriksson et Lena Philipsson.
En 2014, après un début d'année sur les chapeaux de roues, Måns est au cœur d'une grande polémique. Très attristé, il se fait plutôt discret et dès l'été commence à travailler activement à la réalisation son rêve d'enfant : gagner le Melodifestivalen pour pouvoir représenter son pays à l'Eurovision.

### 2015 - 2018: Eurovision,Perfectly DamagedetChameleon
En 2015, il participe une troisième fois au Melodifestivalen avec la chanson Heroes. Le 28 février, il se qualifie pour la finale et remporte le concours le 14 mars ; il est donc désigné pour représenter la Suède au Concours Eurovision de la chanson 2015 à Vienne. Il se qualifie lors de la deuxième demi-finale du 21 mai et, dans la nuit du 23 au 24 mai, il remporte cette édition avec 365 points.
Sa chanson Heroes, déjà un tube en Suède, entre instantanément dans les charts européens. Le 5 juin, il sort son quatrième album studio Perfectly Damaged d'où sont extraits les singles Heroes et Should've Gone Home, dont la version française sort en février 2016 sous le titre Je ne suis qu'un homme.
Ayant indiqué la nuit de sa victoire que si l'occasion se présentait, il serait l'un des hôtes du prochain concours, Måns Zelmerlöw présente le Concours Eurovision de la chanson 2016 en direct de l'Ericsson Globe à Stockholm aux côtés de Petra Mede, déjà présentatrice du Concours 2013 à Malmö. Ils animent les demi-finales les 10 et 12 mai 2016 ainsi que la finale le 14.
Le 2 décembre 2016, il sort son cinquième album studio Chameleon porté par les titres Fire in the Rain, Hanging on to Nothing et Glorious.
Après avoir sorti en 2016 la version française de Hanging on to Nothing intitulé Rien que nous deux, Måns annonce sur ses réseaux sociaux (Twitter et Instagram) le 17 février 2017 la sortie d'une version française de l'album Chameleon. Cette version comprendra les titres Éternels (VF de Glorious), Rien que nous deux (VF de Hanging on to Nothing), Le mauvais choix (VF de Wrong Decision), L'amour Vrai (VF de Beautiful Lie) et Le Dernier Round (VF de Round Round).
Après avoir remporté l'Eurovision en 2015 puis l'avoir présenté en 2016, Måns sera le commentateur du concours Eurovision 2017 pour la télévision publique suédoise SVT.
En 2019, 4 candidats ayant marqués l'Eurovision font leur retour, sur la scène de l'Expo Tel Aviv et doivent interpréter la chanson d'un autre. Måns se retrouve à chanter Fuego d'Eleni Foureira, puis accompagne, en compagnie des 3 autres artistes, Gali Atari pour interpréter Hallelujah (deuxième chanson ayant fait gagner l'Israël au Concours Eurovision de la chanson).

### Melodifestivalen 2025

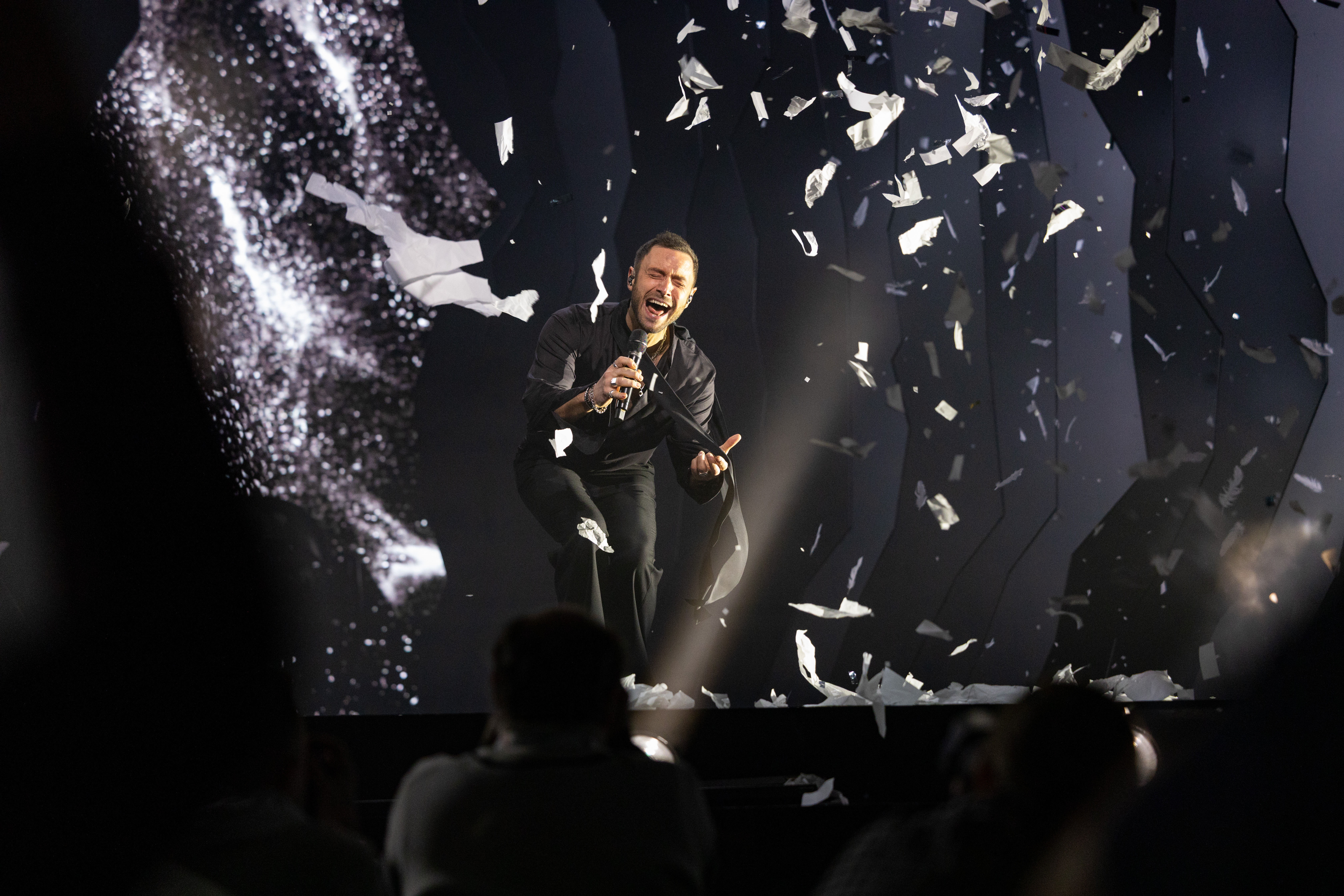
Måns Zelmerlöw, interprétant Revolution sur la scène du Melodifestivalen, en mars 2025.

En 2025, il est à nouveau candidat pour représenter la Suède au Concours Eurovision de la chanson 2025. La condition étant de remporte le Melodifestivalen, concours de sélection du représentant suédois, diffusée sur Sveriges Television (SVT). 
Il présente sa chanson Revolution lors de la quatrième soirée de sélection le 22 février 2025, à Malmö et finit premier de sa demi-finale devant KAJ. Lors de la finale se déroulant le 8 mars 2025, il termine à la 2e place avec 157 points, derrière KAJ qui récolte 7 points de plus.

## Vie privée

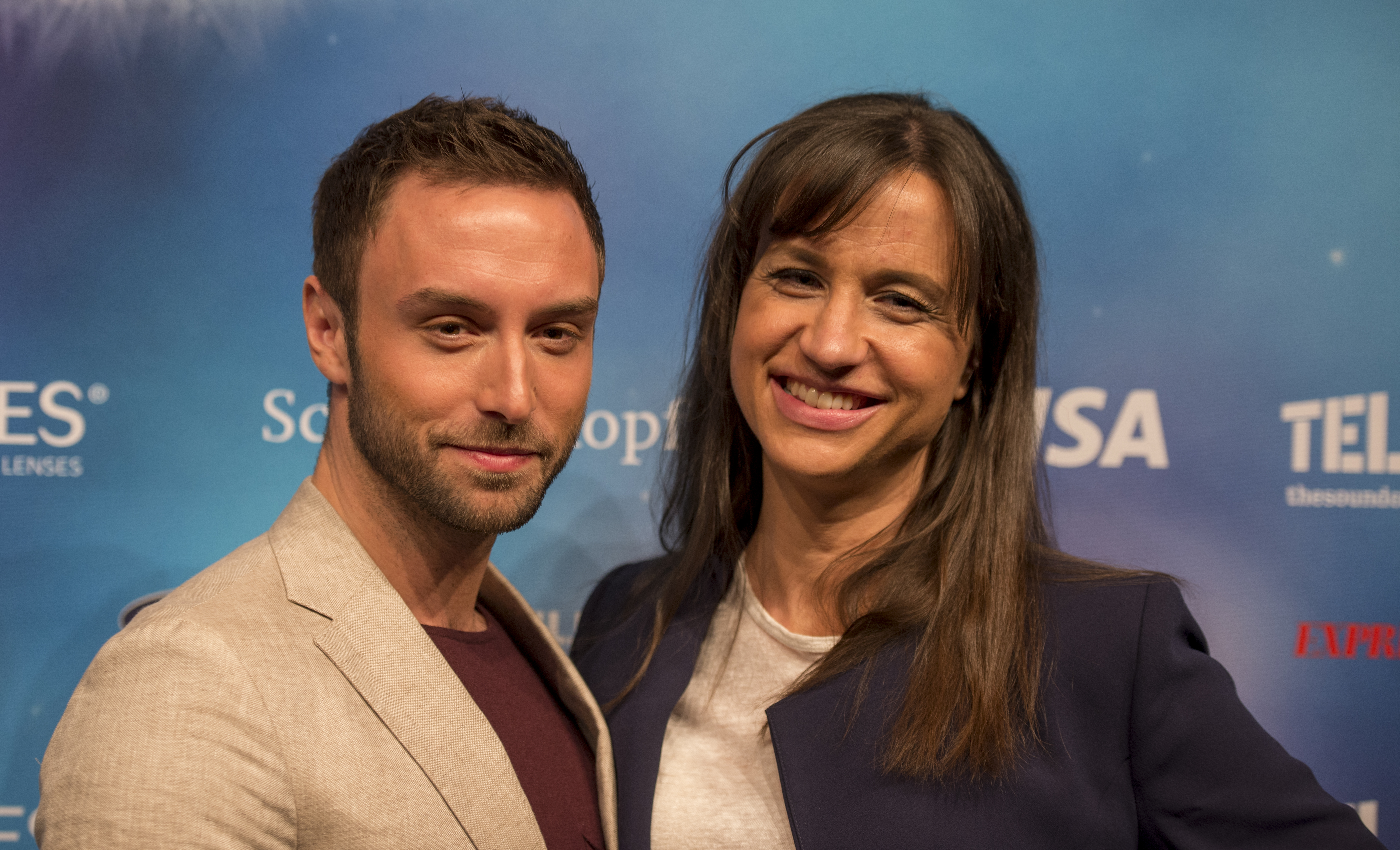
Måns Zelmerlöw & Petra Mede lors d'une conférence de presse pendant le Concours Eurovision de la chanson 2016.

Entre mars 2008 et août 2011, il était en couple avec la chanteuse et mannequin suédoise Marie Serneholt, ancienne membre du groupe suédois A-Teens.
Au cours de vacances en Croatie, le 30 juillet 2017, il se fiance à Ciara Janson (en), une jeune artiste londonienne de 30 ans. Le 25 mai 2018, un garçon prénommé Albert Ossian vient au monde. Ils divorcent en 2025.

## Positions sur la cause LGBT
Måns Zelmerlöw est un défenseur de la cause LGBT et participe régulièrement aux marches des fiertés. Lors de la cérémonie Gaygalan (sv) de 2014, il interprète Propaganda, un hymne pro-gay parodique de In the Navy et critique envers le président russe Vladimir Poutine.
Cependant, moins d'un mois après cet événement, la presse fait écho de sa participation à une émission culinaire au cours de laquelle il déclare : « l'homosexualité est moins naturelle que l'hétérosexualité ».
Il s’excuse par la suite pour cette déclaration,. Dans un entretien accordé au magazine Têtu, il précise : « Toute cette histoire m'a rendu très triste. En fait, cela s'est passé lors d'un dîner télévisé qui a duré des heures. Tout le monde avait beaucoup bu et je ne trouvais plus mes mots. J'ai voulu exprimer une idée confuse. […] Que ce soit clair : je pense que l'homosexualité est tout aussi naturelle que l'hétérosexualité, et que les couples homos sont tout aussi naturels que les couples hétéros. »
Après sa victoire à l'Eurovision 2015, il déclare, lors de la remise du trophée : « Peu importe qui vous aimez, nous sommes tous des héros », en référence à sa chanson Heroes. À Vienne, pendant les préparations de l'Eurovision, il arborait un tee-shirt « Homos ? Hétéros ? Heroes ! » et a même embrassé un homme.
En mai 2014, il déclare au quotidien Metro qu'il pourrait « absolument » envisager d'entretenir une relation avec un homme s'il se sentait « attiré ». L’année suivante, il déclare à la radio australienne JOY qu'il pourrait devenir homosexuel pour l'acteur George Clooney.

## Discographie

### Albums
| Année | Informations | Suède | Ventes et Certifications              |
| ----- | --- | ----- | ------------------------------------- |
| 2007  | Stand By For... - Premier album studio - Sortie : 24 mars 2007 - Label: Warner Music Sweden - Format: CD             | 1     | Ventes en Suède: 48,000 IFPI: Platine |
| 2009  | MZW - Deuxième album studio - Sortie : 25 mars 2009 - Label: Warner Music Sweden - Format: CD                        | 1     | Ventes en Suède: 34,000 IFPI: Or      |
| 2010  | Christmas with Friends - Premier album de Noël - Sortie : 25 novembre 2010 - Label: Warner Music Sweden - Format: CD | N/A   | Ventes en Suède: N/A IFPI: N/A        |
| 2011  | Kära vinter - Deuxième album de Noël - Sortie : 19 décembre 2011 - Label: Warner Music Sweden - Format: CD           | N/A   | Ventes en Suède: N/A IFPI: N/A        |
| 2014  | Barcelona Sessions - Troisième album studio - Sortie : 5 février 2014 - Label: Warner Music Sweden - Format: CD      | 3     | Ventes en Suède: N/A IFPI: N/A        |
| 2015  | Perfectly Damaged - Quatrième album studio - Sortie : 5 juin 2015 - Label: Warner Music Sweden - Format: CD          | 1     | Ventes en Suède:Or IFPI: N/A          |
| 2016  | Chameleon - Cinquième album studio - Sortie : 2 décembre 2016 - Label: Warner Music Sweden - Format: CD              | 6     | Ventes en Suède: N/A IFPI: N/A        |
| 2019  | Time - Sixième album studio - Sortie : 18 octobre 2019 - Label: Warner Music Sweden - Format: CD                     | 18    | Ventes en Suède: N/A IFPI: N/A        |

### Singles
| Année                                         | Titre                                        | Charts | Charts | Charts | Charts   | Charts   | Charts | Charts | Charts | Charts | Charts | Charts | Charts | Charts | Certifications                                    | Album                  |
| Année                                         | Titre                                        | SWE    | AUS    | AUT    | BEL (Fl) | BEL (Wa) | FIN    | GER    | IRL    | NED    | NOR    | SUI    | UK     | FRA    | Certifications                                    | Album                  |
| --------------------------------------------- | -------------------------------------------- | ------ | ------ | ------ | -------- | -------- | ------ | ------ | ------ | ------ | ------ | ------ | ------ | ------ | ------------------------------------------------- | ---------------------- |
| 2007                                          | Cara Mia                                     | 1      | —      | —      | —        | —        | 4      | —      | —      | —      | —      | —      | —      | —      | Suède : 2× Platine                                | Stand By For...        |
| 2007                                          | Work of Art (Da Vinci)                       | 16     | —      | —      | —        | —        | —      | —      | —      | —      | —      | —      | —      | —      |                                                   | Stand By For...        |
| 2007                                          | Brother oh Brother                           | 7      | —      | —      | —        | —        | —      | —      | —      | —      | —      | —      | —      | —      |                                                   | Stand By For...        |
| 2008                                          | Miss America                                 | 47     | —      | —      | —        | —        | —      | —      | —      | —      | —      | —      | —      | —      |                                                   | Stand By For...        |
| 2009                                          | Hope & Glory                                 | 1      | —      | —      | —        | —        | —      | —      | —      | —      | —      | —      | —      | —      |                                                   | MZW                    |
| 2009                                          | Hold On                                      | 22     | —      | —      | —        | —        | —      | —      | —      | —      | —      | —      | —      | —      |                                                   | MZW                    |
| 2009                                          | Impossible                                   | 48     | —      | —      | —        | —        | —      | —      | —      | —      | —      | —      | —      | —      |                                                   | MZW                    |
| 2010                                          | Kära vinter                                  | —      | —      | —      | —        | —        | —      | —      | —      | —      | —      | —      | —      | —      |                                                   | Christmas with Friends |
| 2010                                          | Vit som en snö (avec Pernilla Andersson)     | —      | —      | —      | —        | —        | —      | —      | —      | —      | —      | —      | —      | —      |                                                   | Christmas with Friends |
| 2012                                          | Ett lyckligt slut                            | —      | —      | —      | —        | —        | —      | —      | —      | —      | —      | —      | —      | —      |                                                   | Single de Charité      |
| 2013                                          | Broken Parts                                 | —      | —      | —      | —        | —        | —      | —      | —      | —      | —      | —      | —      | —      |                                                   | Barcelona Sessions     |
| 2013                                          | Beautiful Life                               | —      | —      | —      | —        | —        | —      | —      | —      | —      | —      | —      | —      | —      |                                                   | Barcelona Sessions     |
| 2014                                          | Run for Your Life                            | —      | —      | —      | —        | —        | —      | —      | —      | —      | —      | —      | —      | —      |                                                   | Barcelona Sessions     |
| 2015                                          | Heroes                                       | 1      | 19     | 1      | 2        | 6        | 5      | 3      | 10     | 12     | 5      | 1      | 11     | 33     | Suède : 5 × Platine · Norvège : Or · Espagne : Or | Perfectly Damaged      |
| 2015                                          | Should've Gone Home                          | 27     | —      | —      | —        | —        | —      | —      | —      | —      | —      | —      | —      | 172    | Suède : Platine                                   | Perfectly Damaged      |
| 2015                                          | Should've Gone Home (Je ne suis qu'un homme) | —      | —      | —      | —        | —        | —      | —      | —      | —      | —      | —      | —      | 49     |                                                   | NC                     |
| 2016                                          | Fire in the Rain                             | 31     | —      | —      | —        | —        | —      | —      | —      | —      | —      | —      | —      | —      | Suède : Platine · Pologne : Or                    | Chameleon              |
| 2016                                          | Hanging on to Nothing                        | —      | —      | —      | —        | —        | —      | —      | —      | —      | —      | —      | —      | —      |                                                   | Chameleon              |
| 2016                                          | Rien que nous deux (Hanging on to Nothing)   | —      | —      | —      | —        | —        | —      | —      | —      | —      | —      | —      | —      | —      |                                                   | NC                     |
| 2016                                          | Glorious                                     | —      | —      | —      | —        | —        | —      | —      | —      | —      | —      | —      | —      | —      |                                                   | Chameleon              |
| 2018                                          | Happyland                                    | —      | —      | —      | —        | —        | —      | 72     | —      | —      | —      | —      | —      | 84     |                                                   | Chameleon              |
| 2025                                          | Revolution                                   | 3      | —      | —      | —        | —        | —      | —      | —      | —      | —      | —      | —      | —      |                                                   |                        |
| "—" désigne un single non classé ou distribué |                                              |        |        |        |          |          |        |        |        |        |        |        |        |        |                                                   |                        |

### Collaboration
| 2007                                                          | "All I Want for Christmas Is You" (avec Agnes Carlsson)           | 3 | NC          |
| 2010                                                          | "Precious to Me" (Maria Haukaas Storeng featuring Måns Zelmerlöw) | — | Make My Day |
| "—" désigné que le single n'a pas été classé dans les charts. |                                                                   |   |             |

## Comédie musicale
- 2006 – Grease (Danny Zuko)
- 2007 – Footloose (Tommy)
- 2011 – Romeo et Juliette (Romeo)
- 2013 – 2014 Spök (Dante)

## Filmographie

### Doublage
- Bob l'éponge –  Jack Kahuna Laguna (2009)[36]
- Planète 51 – Lem
- Raiponce – Flynn Rider
- Les Trolls – Branch

### Télévision

#### Émissions de télévision
- 2005 : Idol, TV4 (participant)
- 2007 : Lilla Melodifestivalen, SVT (présentateur)
- 2007 - 2020 : Så ska det låta, SVT1 (participant)
- 2007 - 2016 : Sommarkrysset, TV4 (présentateur et invité)
- 2010 : Melodifestivalen, SVT (présentateur)
- 2007 – 2015 : Allsång på Skansen, SVT1 (invité)
- 2015 : Concours Eurovision de la chanson 2015, France 2 (participant et gagnant)
- 2016 : Concours Eurovision de la chanson 2016, France 2 (présentateur)
- 2016 : Amanda, France 2 (invité)
- 2017 : Concours Eurovision de la chanson 2017, France 2 (invité)
- 2018 - 2019 : Eurovision: You Decide, BBC (présentateur)
- 2019 : Concours Eurovision de la chanson 2019, France 2 (invité)
- 2020 : Eurovision: Europe Shine a Light, France 2 (invité)
- 2021 : Concours Eurovision de la chanson 2021, France 2 (invité)

##### Performance durant Idol 2005
- Audition à Malmö : Hero, Enrique Iglesias.
- Quart de finale : Flying Without Wings, Westlife.
- Semaine 1 (My Own Idol) : Millennium, Robbie Williams.
- Semaine 2 (1980) : The Look, Roxette.
- Semaine 3 (Hits suédois) : Astrologen, Magnus Uggla.
- Semaine 4 (Pophits) : Escape, Enrique Iglesias.
- Semaine 5 (Disco) : Relight My Fire, Dan Hartman.
- Semaine 6 (Cocktail) : It's Not Unusual, Tom Jones.
- Semaine 7 (Rock): chanson 1 : Beautiful Day, U2.
- Semaine 7 (Rock): chanson 2 : The Reason, Hoobastank.